# Yeongjo
Yeongjo (koreanisch: 영조) (* 13. September 1694 im Gyeongdeokgung-Palast, Seoul, Korea; † 5. März 1776 ebenda), war der 21. König der Joseon-Dynastie (조선 왕조) (1392–1910) in Korea und Vertreter einer konfuzianischen Regierungsweise.

## Leben
König Yeongjo lebte zu Anfang des letzten Drittels der Joseon-Ära (1392–1897). Als zweitgeborener Sohn des Königs Sukjong (숙종) (1661–1720) musste er zuerst die Nachfolge auf den königlichen Thron seinem älteren Bruder Gyeongjong (경종) überlassen, dessen Regierungszeit bedingt durch seinen frühen Tod aber nur kurz währte (1720–1724). Yeongjos Mutter Choe Sukbin (최숙빈) war eine Konkubine des Königs.
Bis zu seiner Inthronisation war Yeongjo als Prinz unter dem Namen Yeoninggun Geum (연잉군 금) bekannt. 1704 heiratete er Jeongseong (정성) (1692–1757) aus dem Seo-Klan. Sie wurde Königin, als er 1724 den Thron übernahm. Nachdem seine Frau 1757 verstarb heiratete er drei Jahre später mit 66 Jahren die 15-jährige Jeongsun (정순) (1745–1805) und machte sie damit zur zweiten Königin während seiner Regentschaft.
Mit seiner ersten Frau hatte Yeongjo keine Kinder. Seine beiden Söhne bekam er von einer Frau vom königlichen Hofe, die niedrigeren Ranges war. Sein erster Sohn starb früh, so wurde Jangheon (장헌), der Zweitgeborene, von ihm unter dem Namen Sado (사도) zum Kronprinz erwählt. Doch Prinz Sados Verhalten wurde zusehends sonderbarer, unberechenbarer und gewalttätig. Yeongjo übertrug ihm in der Hoffnung, es könnte ihm helfen sich zu bessern, königliche Pflichten und Verantwortung. Doch in Gewalt endende Ausbrüche, die nicht selten mit dem Tod von Bediensteten endeten, führten schließlich dazu, dass Yeongjo seinem Sohn im August 1761 das Schwert zur Selbsttötung reichte. Als dieser seine Aufforderung zum Suizid ablehnte und die Spannung zwischen beiden zunahm, ließ Yeongjo ihn ein Jahr später in eine Reiskiste sperren, in der er ohne Nahrung und Wasser nach acht Tagen verstarb. Dieser Vorfall führte zu einer erneuten Lagerbildung am Hofe. Nach dem Tod seines Sohnes Prinz Sado ernannte Yeongjo seinen Enkel Jeongjo (정조) (1752–1800) (Sohn von Prinz Sado) zum Prinzen und späteren Thronfolger.
Yeongjo verstarb 81-jährig am 5. März 1776 im Gyeonghuigung-Palast in Seoul.

## Regierungszeit
König Yeongjo regierte von August 1724 bis zu seinem Tod und war mit knapp 52 Amtsjahren der am längsten regierende König unter den Herrschern der Joseon-Dynastie.
Mit seiner Thronbesteigung, erbte er gleichzeitig das Problem der Lagerbildung und der Feindseligkeiten unter den Gelehrten und der Administration des Landes. Schon im späten 17. Jahrhundert hatte die Elite des Landes begonnen sich zu spalten. Während die Namin (남인) (Östlichen) 1674 die Administration beherrschten, kamen 1689 die Seoin (서인) (Westlichen) an die Macht, die wiederum sich in die Lager der Noron (노론) (Vertreter der alten Doktrin) und Soron (소론) (Vertreter der neue Doktrin) aufspalteten. Die Vertreter der alten konfuzianischen Doktrin dominierten am Hof.
Noch zu Lebzeiten seines Vaters unterstützte das Soron-Lager Gyeongjong für die Nachfolge auf den Thron, wogegen das Noron-Lager auf seiner Seite war. Nach dem Tod seines Bruders Gyeongjong, der unter mysteriösen Umständen im Alter von 36 Jahren starb, beschuldigte das Soron-Lager die Fraktion der Noron, Gyeongjong getötet zu haben, wonach die Spannungen zwischen den beiden verfeindeten Lagern an Schärfe gewannen. Auch ihm wurde der Tod seines Bruders, dessen Ursache nie geklärt werde konnte, angelastet. Die Feindschaft zwischen den Lagern fand wenige Jahre nach seiner Machtübernahme in einer Rebellion Ausdruck, die sich 1728 in der Provinz Chungcheong (충청) erhob und von den Vertretern der neuen Doktrin angezettelt wurde. Yeongjo konnte die Rebellion niederschlagen und änderte daraufhin seine Politik.
Ein Verdienst seiner Regierungszeit war es schließlich, die verfeindeten Lager zu befrieden. Er beteiligte wohl ausbalanciert Vertreter aller Fraktionen an der Macht und der Administration und übte gleichzeitig aber einen starken Einfluss am Hofe aus, was ihm insgesamt während seiner gesamten Regierungszeit und dem Land über ein halbes Jahrhundert Stabilität und Entwicklung brachte. Darüber hinaus erwarb er über seine langjährige Regentschaft Erfahrung und Fähigkeiten, die es ihm ermöglichten, seine Gelehrten und die Administration zu dominieren.
Außerdem wurde er zu einem moralischen Maßstab in Bezug auf Riten und Gebräuche. Er verbrachte einen Großteil seiner Zeit mit der pflichtgemäßen Erfüllung und dem Ausführen von Riten. Dies brachte ihm Anerkennung, weitere Macht und weiteren Einfluss. Er entwickelte auch neue Riten, wie zum Beispiel die, sich außerhalb des Palastes mit Gelehrten, Vertretern der Administration und des Militärs sowie auch mit einfachen Leuten zu treffen, mit ihnen zu sprechen, Bedürfnisse und Nöte zu erfahren. Er entwickelte dies nach der großen Hungersnot im Jahr 1748, die Epidemien nach sich zog und schätzungsweise 500.000 Menschen das Leben kostete.
In der Folge, um die Not in der Bevölkerung zu lindern und das Land wieder zu stärken, erließ er 1750 das sogenannte Gyunyeokbeop (균역법) (Gleiche-Pflichten-Gesetz). Mit dem Gesetz sollte einerseits die Steuerpflicht der Bürger fairer gestaltet und die Steuerlast für das einfache Volk reduziert werden und andererseits die Ausgabenseite des Staates zu sparsamerem Wirtschaften verpflichten. Noch im Mai des Jahres begehrten Führungsleute seiner Administration gegen das Gesetz auf, doch zwei Monate später im Juli war es beschlossene Sache. Yeongjo hatte sich durchgesetzt. Mittels des Gesetzes wurde zum Beispiel die Steuer, die Männer die nicht im Militär dienten, in Form von Stoffen entrichten mussten, von 2 Pil (필) auf 1 Pil reduziert. Ein Pil umfasste eine Stoffbahn von 95 cm × 1290 cm und war damit eine erhebliche Steuerlast für die einfachen Leute. Auch mussten mit der Gesetzesänderung nunmehr nur noch für Männer zwischen 16 und 60 Jahren diese Steuer entrichten, wogegen vorher auch für unter 16-Jährige die Steuer galt. Des Weiteren verringerte er die Steuern auf Salz, Fisch, Fischerboote und Stoffe. Er führte eine wertbezogene Steuer auf Farmland ein, die mit Reis oder in bar gezahlt werden konnte. Doch die Veränderungen führten auch zu einem Anstieg der Korruption. Um diese bekämpfen und das Leid der Bevölkerung reduzieren zu können, ließ er auf der Suche nach Korruption und Machtmissbrauch geheime Inspektoren durchs Land reisen. Zur effektiven Durchsetzung wurden sie von ihm mit weitreichenden Rechten des Königs ausgestattet.
Im Zuge seiner Politik der „gleichen Chancen“, ließ er zusätzlich das Finanzsystem überarbeiten und führte ein Buchhaltungssystem ein. Neben der Überarbeitung zahlreicher Gesetze reformierte er sogar den Haarstil der Frauen und schaffte das Tragen von übergroßen Perücken ab.
Im 46. Regierungsjahr beauftragte er mit Dongguk munheon bigo (동국 문헌 비고) einen chronologischen Überblick über Korea’s Geografie, Regierung, Ökonomie und Kultur zu erstellen. Ebenfalls 1770 wurden unter der Initiative von Shin Gyeong-jun (신경준) (1712–1781) kalibrierte Karten von den Provinzen und Präfekturen des Landes, jeweils in Sektionen von 20 Li-Quadraten hergestellt. Sie waren später die Basis für die erste detaillierte Karte von Korea in Koreanisch, Daedongyeojido (대동여지도), 1861 veröffentlicht von dem Kartografen Kim Jeong-ho (김정호) (1804–1866).
Während seiner Regentschaft ließ König Yeongjo alle 10 Jahre mindestens ein Eojin (어진) (religiöses und politisches Emblem, in diesem Fall ein Porträt des Königs) von sich anfertigen und ließ sie unter einigen wichtigen Plätzen des Landes verteilen. So hinterließ er nach seiner mehr als 51-jährigen Amtszeit zwölf dieser Eojin seiner Nachwelt.